# Oblężenie (film)
Oblężenie (ang. Siege) – amerykański krótkometrażowy film dokumentalny z 1940 autorstwa Juliena Bryana. Nominowany do Oscara za rok 1941.

## Fabuła
Film Juliena Bryana powstał na podstawie materiału nakręconego przez niego we wrześniu 1939 roku w czasie oblężenia Warszawy, w której był on wtedy jedynym zagranicznym reporterem.

## Nagrody i wyróżnienia
- nominacja do Oscara za rok 1941 w kategorii najlepszego dokumentalnego filmu krótkometrażowego